# 高仁度
高仁度，山西長治縣人，清初政治人物，同進士出身。明萬曆進士高环孫。
顺治四年（1647年），登丁亥科進士，官江南寶應縣、山東博興縣、鄒縣知县。